# Stictorhinus potamius
Stictorhinus potamius är en fiskart som beskrevs av Böhlke och Mccosker, 1975. Stictorhinus potamius ingår i släktet Stictorhinus och familjen Ophichthidae. Inga underarter finns listade i Catalogue of Life.